# Yokenella regensburgei
Yokenella regensburgei (también llamada Koserella trabulsii) es una especie de bacteria gramnegativa de la familia Enterobacteriaceae. Es la única especie de su género.

## Etimología
Yokenella recibe su nombre de «Yoken», una abreviatura del Instituto Nacional de Salud de Tokio, mientras que regensburgei es una referencia a Ratisbona —en alemán, Regensburg—, la ciudad donde se identificó la cepa tipo de esta bacteria.

## Microbiología
Es una especie bacteria gramnegativa móvil por flagelos peritricos. Es catalasa-positiva débil, oxidasa-negativa, nitrato reductasa-positiva y fermenta la glucosa produciendo gas.

## Enfermedad
Probablemente causa, aunque de forma excepcional, enfermedad en humanos. Se ha aislado en sangre de personas con sepsis y se ha registrado que puede causar osteomielitis. También es posible que solo colonice y no cause infección o que, debido a la similitud de los resultados de sus pruebas bioquímicas con Hafnia alvei, su incidencia esté infraestimada.